# Armatacris xishaensis
Armatacris xishaensis är en insektsart som beskrevs av Yin, X.-c. 1979. Armatacris xishaensis ingår i släktet Armatacris och familjen gräshoppor. Inga underarter finns listade i Catalogue of Life.